# Сахарная пудра

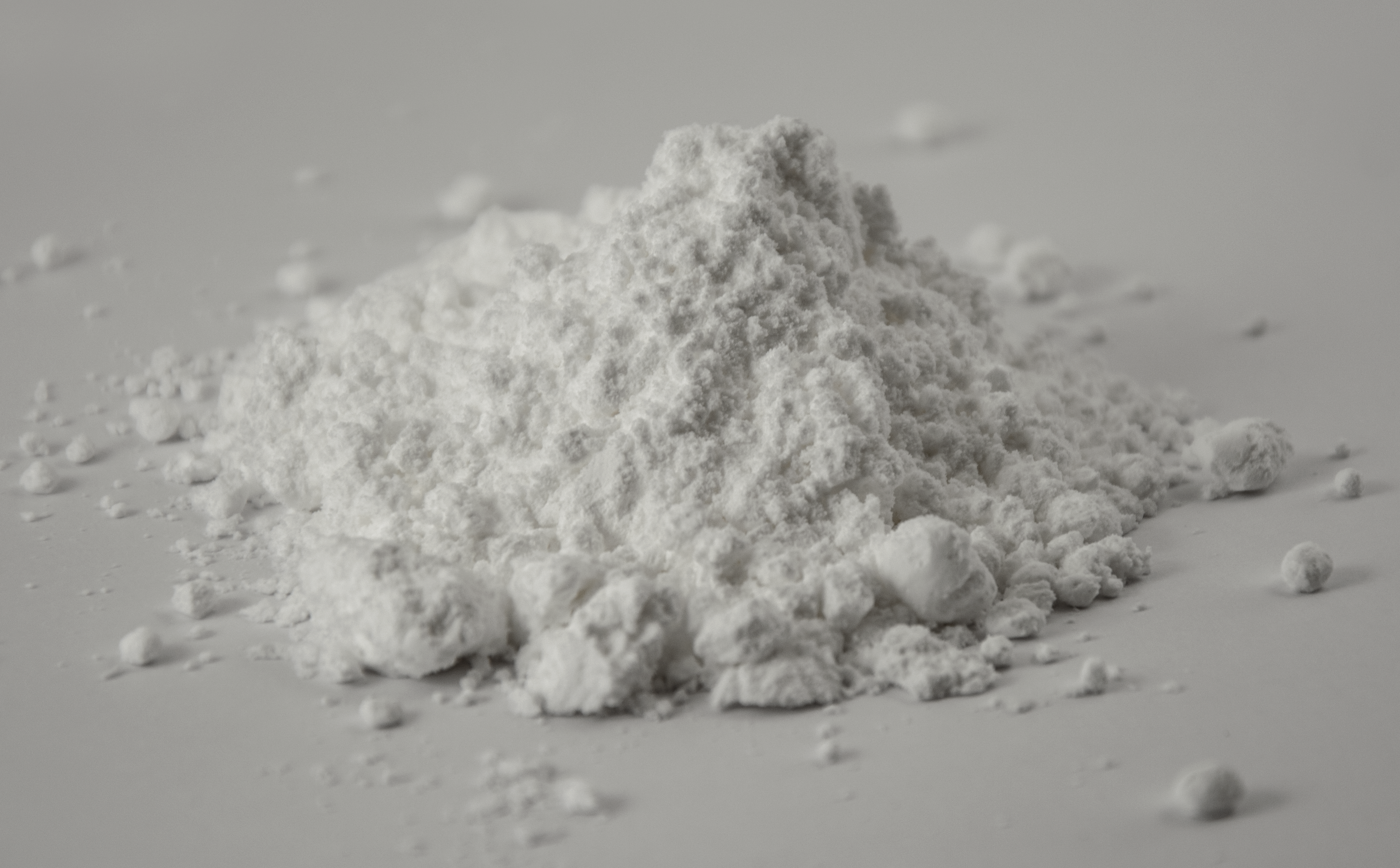
Сахарная пудра

Сахарная пудра — тонко измельчённые кристаллы белого сахара размером не более 0,2 мм. Пудра используется в приготовлении кондитерских изделий (например глазури), для посыпки выпечки. В домашних условиях изготавливается путём измельчения белого сахара в ручной механической кофемолке или растирания его в ступке.
Для предотвращения комкования пудры, в её состав добавляют антислёживающие компоненты: кукурузный крахмал (до 5 %), трикальцийфосфат, карбонат магния, двуокись кремния, силикат кальция, трисиликат магния, алюмосиликат натрия, алюмосиликат кальция (до 1,5 % одного или нескольких антислёживателей).